# Pristerognathus
Pristerognathus é um género extinto de sinápsidos terápsidos do suborden dos terocéfalos; está, por tanto, longinquamente emparentado com os mamíferos. Seus fósseis acharam-se no Karoo de África do Sul. Foi descrito pela primeira vez em 1895 por Harry Seeley Govier, quem encontrou o primeiro fóssil.
Pristerognathus atingia o tamanho de um cão grande; as patas situavam-se mais verticalmente baixo o corpo que nos reptiles; tinha uma grande cabeça e umas poderosas mandíbulas o que, junto a uns grandes caninos, sugere que era um eficiente carnívoro.

## Espécies
Descreveram-se quatro espécies do género Pristerognathus:
- Pristerognathus baini Broom, 1904
- Pristerognathus peyeri Broili & Schröder, 1936
- Pristerognathus polyodon Seeley, 1895 (espécie tipo)
- Pristerognathus vanderbyli Broom, 1925